# Rob Wasserman
 (février 2015).
Si vous disposez d'ouvrages ou d'articles de référence ou si vous connaissez des sites web de qualité traitant du thème abordé ici, merci de compléter l'article en donnant les références utiles à sa vérifiabilité et en les liant à la section « Notes et références ».
Rob Wasserman, né le 1er avril 1952 à San Mateo et mort le 29 juin 2016), est un bassiste américain.

## Biographie
Rob Wasserman a entre autres joué avec  Bruce Cockburn, Elvis Costello, Ani DiFranco, Jerry Garcia, David Grisman, Rickie Lee Jones, Mark Morris, Aaron Neville, Lou Reed, Pete Seeger, Jules Shear, Studs Terkel[réf. nécessaire], Bob Weir, Brian Wilson, Chris Whitley, Neil Young, Jackson Browne, Banyan (en), Dan Hicks, Van Morrison, Oingo Boingo.
Il a rejoint Bob Weir du Grateful Dead pour former Ratdog. Il a été remplacé au sein de ce groupe par Robin Sylvester.
Il a aidé à populariser l'utilisation de la contrebasse dans la musique rock. 
En tant qu'artiste solo, son œuvre personnelle la plus connue est une trilogie d'albums Solo, Duets et Trios.

## Discographie

### En solo
- 1er octobre 1983 : Solo
- 1er janvier 1988 : Duets (avec Cheryl Bentyne)
- 1er janvier 1994 : Trios
- 1er juin 1999 : Weir & Wasserman Live (live 1988 & 1992 recordings)
- 15 août 2000 : Space Island
- 26 septembre 2000 : Evening Moods (Bob Weir and RatDog)
- 1er janvier 2001 : RatDog Live at Roseland
- 4 mai 2005 : Cosmic Farm

### Avec d'autres artistes
- 1982 : Beautiful Vision, Van Morrison
- 1989 : Flying Cowboys, Rickie Lee Jones
- 1989 : New York, Lou Reed
- 1990 : Mighty Like a Rose, Elvis Costello
- 1992 : Magic and Loss, Lou Reed
- 1995 : Naked Songs, Rickie Lee Jones
- 1996 : The Charity of the Night, Bruce Cockburn
- 2011 : Lulu, Lou Reed & Metallica